# Liste der Monuments historiques in Saint-Crépin (Charente-Maritime)
Die Liste der Monuments historiques in Saint-Crépin (Charente-Maritime) führt die Monuments historiques in der französischen Gemeinde Saint-Crépin auf.

## Liste der Objekte
| Bezeichnung               | Beschreibung          | Standort                          | Kennzeichnung | Schutzstatus | Datum | Bild |
| ------------------------- | --------------------- | --------------------------------- | ------------- | ------------ | ----- | ---- |
| Glocke Françoise Adélaïde | Bronze, 1780 gegossen | in der Kirche Saint-Crépin (Lage) | PM17000367    | Classé       | 1908  |      |